# 鳥取県道503号赤碕東郷自転車道線
鳥取県道503号赤碕東郷自転車道線（とっとりけんどう503ごう あかさきとうごうじてんしゃどうせん）は鳥取県東伯郡琴浦町から鳥取県東伯郡湯梨浜町を結ぶ自転車・歩行者専用の一般県道である。通称鳥取県中部海岸自転車道。
- 起点：鳥取県東伯郡琴浦町別所（国道9号交点）
- 終点：鳥取県東伯郡湯梨浜町野花（のきょう）（長和田（なごうた）との境界・鳥取県道22号倉吉青谷線（鳥取県道51号倉吉川上青谷線重複）・鳥取県道501号倉吉東郷自転車道線交点）
- 総延長：33.3km（未開通区間を含む。未開通区間を除く総延長は8.9km。）
- 未開通区間：
  - 起点 - 鳥取県東伯郡琴浦町八橋
  - 鳥取県東伯郡琴浦町八橋
  - 鳥取県東伯郡琴浦町丸尾 - 鳥取県東伯郡琴浦町逢束
  - 鳥取県東伯郡琴浦町中尾 - 鳥取県東伯郡湯梨浜町はわい長瀬
  - 鳥取県東伯郡湯梨浜町宮内 - 鳥取県東伯郡湯梨浜町旭

## 通過市町村
- 鳥取県東伯郡琴浦町
- 鳥取県東伯郡北栄町
- 鳥取県東伯郡湯梨浜町

## 見どころ
- 天神川
- 日本海
- 青山剛昌ふるさと館 - 名探偵コナン
- 道の駅大栄
- 東郷温泉
- 東郷湖

## 重複区間
- 鳥取県道267号大栄赤碕線（東伯郡琴浦町別所 - 東伯郡琴浦町八橋）
- 鳥取県道267号大栄赤碕線（東伯郡琴浦町八橋 - 東伯郡琴浦町丸尾）
- 鳥取県道267号大栄赤碕線（東伯郡琴浦町中尾 - 東伯郡北栄町大谷）
- 国道9号（東伯郡北栄町大谷 - 東伯郡湯梨浜町はわい長瀬）
- 鳥取県道501号倉吉東郷自転車道線（東伯郡湯梨浜町はわい長瀬 - 東伯郡湯梨浜町光吉）
- 国道9号（東伯郡湯梨浜町はわい長瀬 - 東伯郡湯梨浜町久留・長瀬東交差点）
- 国道179号（東伯郡湯梨浜町久留）
- 鳥取県道185号東郷湖線（東伯郡湯梨浜町光吉）
- 鳥取県道234号東郷羽合線（東伯郡湯梨浜町光吉 - 東伯郡湯梨浜町藤津）
- 鳥取県道22号倉吉青谷線（東伯郡湯梨浜町松崎 - 東伯郡湯梨浜町旭）
- 鳥取県道29号三朝東郷線（東伯郡湯梨浜町引地 - 東伯郡湯梨浜町野花（のきょう）・野花交差点）
- 鳥取県道51号倉吉川上青谷線（東伯郡湯梨浜町引地 - 東伯郡湯梨浜町野花（のきょう））
- 鳥取県道22号倉吉青谷線（東伯郡湯梨浜町野花（のきょう））

## 接続道路
- 国道9号（東伯郡琴浦町別所）
- 鳥取県道267号大栄赤碕線（東伯郡琴浦町別所）
- 鳥取県道267号大栄赤碕線（東伯郡琴浦町八橋）
- 鳥取県道267号大栄赤碕線（東伯郡琴浦町八橋）
- 鳥取県道267号大栄赤碕線（東伯郡琴浦町丸尾）
- 鳥取県道267号大栄赤碕線（東伯郡琴浦町中尾）
- 国道9号（東伯郡北栄町大谷）
- 鳥取県道167号由良停車場線（東伯郡北栄町由良宿）
- 鳥取県道23号倉吉由良線（東伯郡北栄町西園）
- 国道313号（東伯郡北栄町弓原）
- 鳥取県道161号倉吉江北線（東伯郡北栄町江北）
- 国道9号・鳥取県道501号倉吉東郷自転車道線（東伯郡湯梨浜町はわい長瀬）
- 国道9号（東伯郡湯梨浜町はわい長瀬）
- 国道9号・国道179号（東伯郡湯梨浜町久留・長瀬東交差点）
- 国道179号（東伯郡湯梨浜町久留）
- 鳥取県道185号東郷湖線（鳥取県道234号東郷羽合線重複）（東伯郡湯梨浜町光吉）
- 鳥取県道185号東郷湖線（鳥取県道501号倉吉東郷自転車道線重複）（東伯郡湯梨浜町光吉）
- 鳥取県道234号東郷羽合線（東伯郡湯梨浜町藤津）
- 鳥取県道22号倉吉青谷線（東伯郡湯梨浜町松崎）
- 鳥取県道22号倉吉青谷線（東伯郡湯梨浜町旭）
- 鳥取県道29号三朝東郷線（鳥取県道51号倉吉川上青谷線重複）（東伯郡湯梨浜町引地）
- 鳥取県道22号倉吉青谷線（東伯郡湯梨浜町野花（のきょう）・野花交差点）
- 鳥取県道22号倉吉青谷線（鳥取県道51号倉吉川上青谷線重複）・鳥取県道501号倉吉東郷自転車道線（東伯郡湯梨浜町野花（のきょう）・長和田（なごうた）との境界）